# Harriet Elizabeth Savill
Harriet Elizabeth Savill (1789 – 1857) è stata un'attrice teatrale inglese.

## Biografia
Famosa sia come attrice che come personaggio dell'epoca, sposatasi con l'attore John Saville Faucit da cui ebbe una figlia, Helena Faucit cercò per anni di annullare tale matrimonio per potersi sposare con William Farren, suo nuovo amore, con cui convisse per molti anni. Si dovette attendere la morte dello sposo (nel 1853) per permettere tale unione. Dall'ultimo compagno ebbe due figli: Henry (1826-1860) e William Farren junior (1825-1908).